# Punta Lucas
La punta Lucas (en inglés: Lucas Point) es un cabo ubicado en el sureste de la isla Gran Malvina en las islas Malvinas, que marca la entrada norte a la bahía Santa Eufemia. Se halla cerca de la bahía Lucas, del asentamiento de Puerto Santa Eufemia, de los islotes Franceses y de la roca Albemarle.